# Siergiej Swietłow
Siergiej Aleksandrowicz Swietłow (ros. Сергей Александрович Светлов; ur. 17 stycznia 1961 w Penzie) – rosyjski hokeista, reprezentant ZSRR, olimpijczyk, trener hokejowy.

## Kariera zawodnicza
- Dinamo Moskwa (1978-1989)
- Újpesti TE (1989-1990)
- EC Ratingen (1990-1993)
- Herner EV (1993-1995)

Był wieloletnim zawodnikiem Dinama Moskwa. U schyłku kariery zawodniczej i istnienia ZSRR wyjechał do Węgier, a następnie do Niemiec Zachodnich, gdzie kontynuował grę do 1995.
Był reprezentantem ZSRR. W kadrze do lat 20 uczestniczył w turniejach mistrzostw świata juniorów do lat 20 w 1980, 1981. W kadrze seniorskiej uczestniczył w turniejach Canada Cup w 1984, 1987, W kadrze seniorskiej uczestniczył w turniejach mistrzostw świata w 1985, 1986, 1987, Rendez-vous ’87 oraz zimowych igrzysk olimpijskich 1988.

## Kariera trenerska
- EV Landshut (1996-1997), asystent trenera
- ESV Kaufbeuren (1998-2004), główny trener
- Blue Devils Weiden (2004-2005), główny trener
- EHC Lustenau (2005-2006), główny trener
- EHC Freiburg (2006-2007), główny trener
- Eispiraten Crimmitschau (2008-2009), główny trener
- Łada Togliatti (2009-2010), asystent trenera
- Łada Togliatti (2010), główny trener
- Amur Chabarowsk (2010-2011), główny trener
- Atłant Mytiszczi (2012-2013), główny trener
- Admirał Władywostok (2013-2014), główny trener
- Łada Togliatti (2014-2016), główny trener
- Admirał Władywostok (2018-2020), główny trener
- Amur Chabarowsk (2020), główny trener
- HK Soczi (2022-2023), główny trener

Po zakończeniu kariery zawodniczej pozostał w Niemczech i pracował tam jako trener w klubach rozgrywek DEL, 2. Bundesligi, Oberligi. W 2009 powrócił do Rosji i od tego czasu był zatrudniany w klubach w lidze KHL. Pracował w klubach: Łada Togliatti w sezonie KHL (2009/2010), Amur Chabarowsk od września 2010 w sezonie KHL (2010/2011), Atłant Mytiszczi od listopada 2012 w sezonach KHL (2012/2013), od września do grudnia 2013 w sezonie KHL (2013/2014), Admirał Władywostok od grudnia 2013, Łada Togliatti od maja 2014 w sezonie KHL (2014/2015). Ustąpił z funkcji we wrześniu 2015 na początku sezonu KHL (2015/2016). W kwietniu 2018 został mianowany nowym głównym trenerem Admirała Władywostok. Pod koniec września 2020 został szkoleniowcem Amuru Chabarowsk. Następnie, po okresie przerwy w październiku 2022 został szkoleniowcem HK Soczi. Został zwolniony w styczniu 2023.

## Sukcesy
Reprezentacyjne
- Złoty medal mistrzostw świata juniorów do lat 20: 1980
- Brązowy medal mistrzostw świata juniorów do lat 20: 1981
- Srebrny medal Canada Cup: 1984
- Brązowy medal mistrzostw świata: 1985
- Złoty medal mistrzostw świata: 1986
- Srebrny medal mistrzostw świata: 1987
- Brązowy medal Canada Cup: 1987
- Złoty medal zimowych igrzysk olimpijskich: 1988

Klubowe
- Srebrny medal mistrzostw ZSRR: 1979, 1980, 1985, 1986, 1987 z Dinamem Moskwa
- Brązowy medal mistrzostw ZSRR: 1981, 1982, 1983, 1988 z Dinamem Moskwa
- Finał Pucharu ZSRR: 1988 z Dinamem Moskwa
- Złoty medal mistrzostw ZSRR: 1990 z Dinamem Moskwa
- Brązowy medal mistrzostw Węgier: 1990 z Újpesti TE
- Puchar Węgier: 1990 z Újpesti TE
- Awans do 2. Bundesligi: 1994 z Herner EV

Wyróżnienia
- Order Honoru: 2023
- Order „Znak Honoru”
- Zasłużony Mistrz Sportu ZSRR w hokeju na lodzie: 1988
- Rosyjska Galeria Hokejowej Sławy: 2014